# Fatehganj Purvi
Fatehganj Purvi là một thị xã và là một nagar panchayat của quận Bareilly thuộc bang Uttar Pradesh, Ấn Độ.

## Nhân khẩu
Theo điều tra dân số năm 2001 của Ấn Độ, Fatehganj Purvi có dân số 7706 người. Phái nam chiếm 54% tổng số dân và phái nữ chiếm 46%. Fatehganj Purvi có tỷ lệ 43% biết đọc biết viết, thấp hơn tỷ lệ trung bình toàn quốc là 59,5%: tỷ lệ cho phái nam là 49%, và tỷ lệ cho phái nữ là 34%. Tại Fatehganj Purvi, 18% dân số nhỏ hơn 6 tuổi.